# Trujillo (Spanyolország)
Trujillo (extremadurai nyelven Trugillu) egy 9000 fős város Extremadurában, Spanyolországban.

## Fekvése
Cáceres tartományban található.

## Története
A város vízben gazdag terület már az őskor és a római kor óta is lakott volt, amikor Turgalium a Via Delapidata és Caesaraugusta közti, a mai Madridon (Miacum, Complutum) és átvivő út rész volt. A őskori, római és más nevezetességei mellett ma leginkább a Chíviriről és a május elején tartott Nemzeti sajtünnepről ismert.

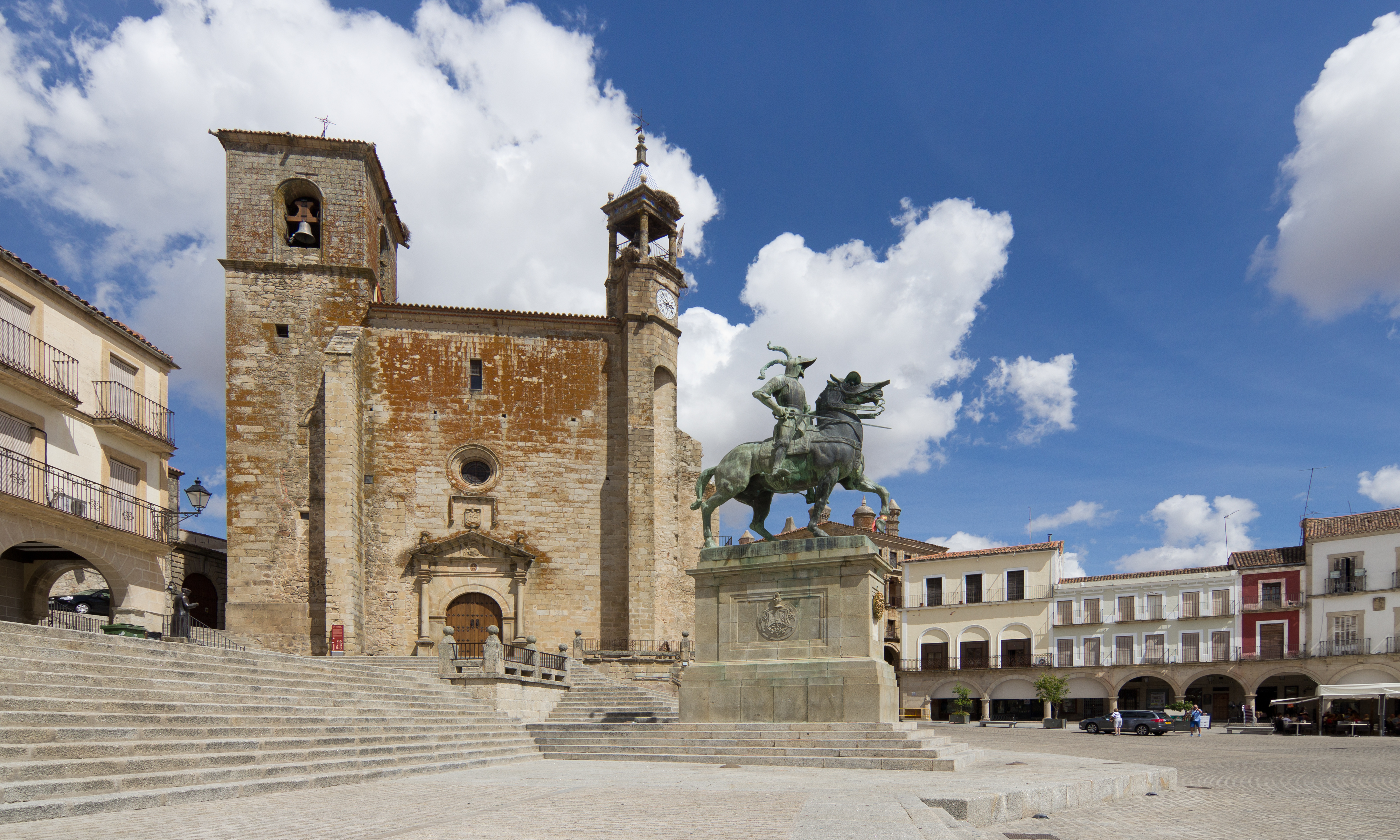
A Plaza Mayor Trujillóban

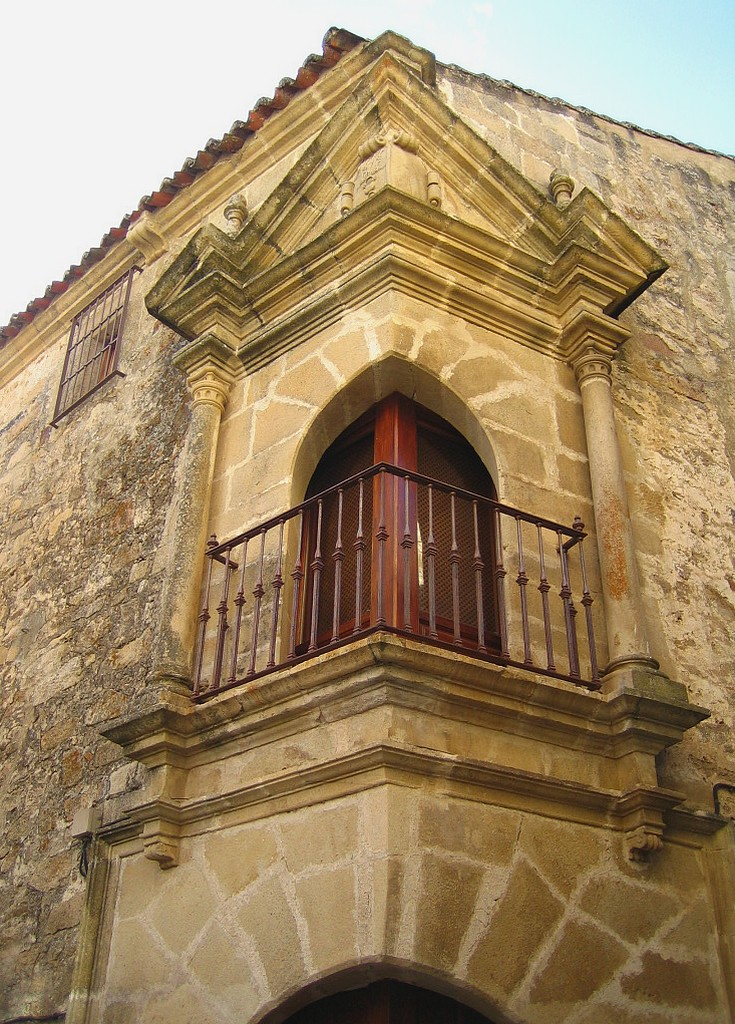
Ez a látkép volt látható az egykori 50 pezetáson

### Ős- és ókor
A városban számos történelem előtti és római kor előtti leletre találtak, főleg a magdaléniai kultúra vadászeszközeire és sematikus rajzaira. Az Almonte folyó körül véderők maradványaira leltek.
A római korban a hely neve Turgalium volt. A város az egyik legfontosabb átmenőpont volt a Via Delapidata és Caesaraugusta között.

### Középkor
A rómaiak után a lakosság először vizigót uralom alá került. Ezt követően Az arabok Turyila, Taryalah vagy Turyaluh néven lakták.
A reconquista csatái itt a 12.-13. században zajlottak. Végül a város 1232-ben került véglegesen vissza keresztény vezetés alá. A 15.-16. században több amerikai hódító visszatérte után indult például a mai központ, a híres Plaza Mayor építése.

### Újkor
Az amerikai hódítók (például Pizarro) visszatértével némi indián munkaerő és főleg nagyon sok kincs került a városba, több híres épület, kápolnák és kórház is ekkor épült.
Az ezt követő portugál, örökösödési és a napóleoni függetlenségi háborúk viszont nagyon megviselték a várost, mely így csak a XIX. század végén indult újra fejlődésnek. 1899-ben épült ki a vezetékes ivóvíz, ami fontos lépés volt a XX. századi továbbfejlődésben.

## Fontosabb ünnepek

### A Chíviri ünnep

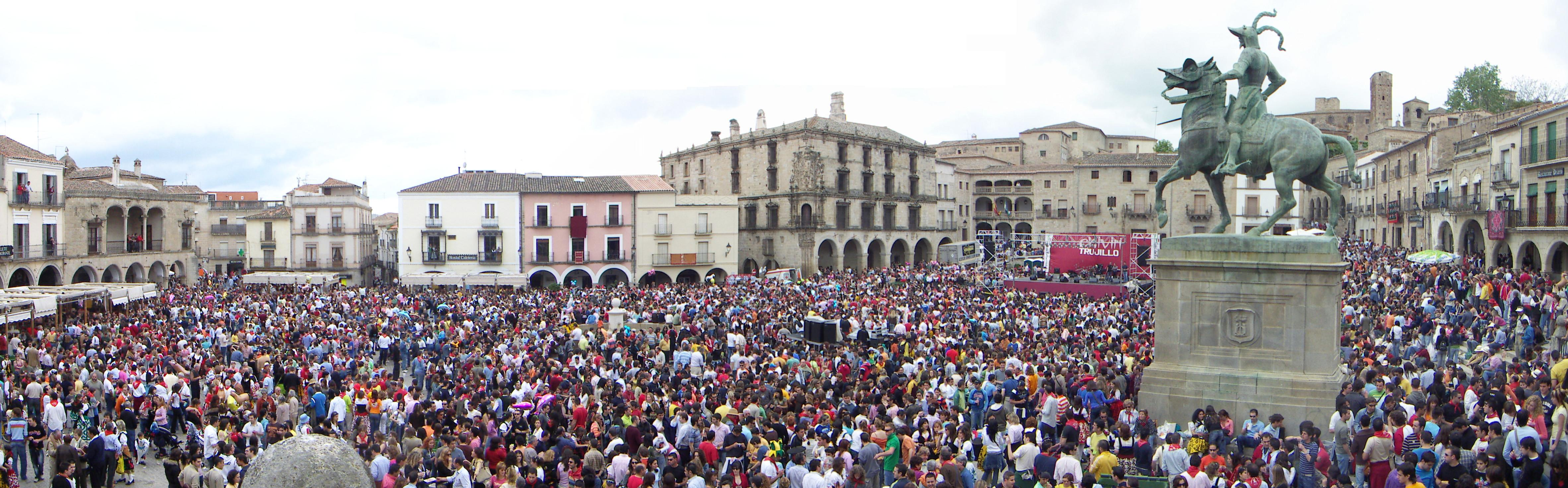
A Plaza Mayor Chíviri idején.

Alapvetően a szenthét főeseményének, a feltámadás vasárnapjának speciális megünneplése. A Plaza Mayoron tartják jelmezben.
Énekes, táncos mulatság. Nem csak a hétfő, de még a kedd is ünnepnap, amikor a mezőn folytatják az ünnepet.

### Feria Nacional del Queso
Május elején tartják a Nemzeti sajtünnepet és vásárt. A legfontosabb ilyen jellegű esemény Spanyolországban.
A Plaza Mayor ezen esemény központja is. Ekkor kiállítóterületté válik, ahol végig lehet kóstolni a sajtokat egész Spanyolországból, például a Torta del Casar-t, Torta de la Serena-t és a Los Ibores kecskesajtokat.

## Testvérvárosai
- Almagro, Spanyolország;
- Arzúa, Spanyolország;
- Ordicia, Spanyolország
- Batalha, Portugália;
- Castegnato, Olaszország;
- Piura, Peru;
- Santa Fe de Antioquia, Kolumbia;
- Trujillo, Honduras;
- Trujillo, Peru.
- Trujillo, Venezuela

## Népesség
A település lakosságának változását az alábbi diagram mutatja:
| Lakosok száma | 9262 | 9406 | 9770 | 9822 | 9623 | 9558 | 9436 | 9012 | 8821 | 8619 |
|               | 2001 | 2004 | 2006 | 2009 | 2011 | 2014 | 2016 | 2019 | 2021 | 2024 |